# Едвард Альфонсо Голдман
Едвард Альфонсо Голдман (англ. Edward Alphonso Goldman; 1873–1946) — американський зоолог і ботанік.

## Біографія
Народився 7 липня 1873 року у місті Маунт-Керролл (штат Іллінойс). Справжнє прізвище — Голтман. У 1888 році разом із родиною переїхав до округу Туларе в Каліфорнії. У 17 років він працював майстром на винограднику поблизу Фресно. У 1892 році його найняв Едвард Вільям Нельсон у Бюро біологічних досліджень на посаду польового біолога. Між 1892 і 1906 роками Нельсон і Голдман проводили польові дослідження в Мексиці, з них десять років разом. У 1911 році він два роки досліджував зону Панамського каналу. Потім він виконував біологічні польові дослідження в Аризоні до 1917 року. З 1918 по 1919 роки він служив у Франції в Американському експедиційному корпусі, де відповідав за боротьбу з пацюками та мишами. У 1919—1925 роках працював старшим біологом, а в 1928—1943 роках — завідувачем відділу біологічних досліджень Бюро біологічних досліджень. Між 1922 і 1937 роками був майором запасу медичної служби Збройних сил США. З 1925 по 1928 рік працював керівником відділу диких тварин і птахів Бюро біологічної служби. З 1927 по 1929 роки був президентом Вашингтонського біологічного товариства. У 1928 році отримав почесну посаду співробітника відділу зоології Національного музею США. З 1944 по 1946 роки був співробітником новоствореної Служби риби та дикої природи США. У 1946 році був президентом Американського товариства мамологів.
Голдман написав понад 200 публікацій, у тому числі «Перегляд деревних щурів роду Neotoma» (1910), «Рисові щури Північної Америки» (1918), «Ссавці Панами» (1920), «Вовки Північної Америки» (1944), «Пума: таємнича американська кішка» (посмертно, 1946) і Біологічні дослідження в Мексиці (посмертно, 195). Його перші наукові описи, часто у співпраці з Едвардом Вільямом Нельсоном, включають Sorex ornatus juncensis, барбадоського єнота, водяну полівку Голдмана, карликового сумчастого щура Зеледона та панамського карликового сумчастого щура, мексиканського вовка та панамську нічну мавпу.

## Епоніми
Прізвище Голдмана увічнено в епітетах приблизно 50 таксонів ссавців, птахів, рептилій, молюсків і рослин, включаючи види мишей Chaetodipus goldmani, Cryptotis goldmani, Neotoma goldmani і Heteromys goldmani. У 1911 році Едвард Вільям Нельсон назвав монотипний рід колібрі Goldmania на честь Голдмана. На півострові Нижня Каліфорнія гора Голдмана носить його ім'я.